# Paul-Émile Léger
Paul-Émile Léger (Salaberry-de-Valleyfield, 26 april 1904 - Montréal, 13 november 1991) was een Canadees geestelijke en kardinaal van de Rooms-Katholieke Kerk.

## Jeugd en opleiding
Léger was de zoon van Ernest Léger en Alda Beauvais. Zijn jongere broer Jules was een Canadees diplomaat en gouverneur-generaal van Canada tussen 1974 en 1979. Léger bezocht het kleinseminarie van Sint Theresia in Salaberry-de-Valleyfield. Door ziekte voel hij een jaar uit, in welke tijd hij werkte als monteur, spoorwegmedewerker en slager. Hij meldde zich daarna aan bij de jezuïeten in Sault-au-Récollet, maar werd "te emotioneel" bevonden om zich aan de orde te kunnen aansluiten. Léger vervolgde daarop in 1925 zijn studies aan het aartsdiocesaan grootseminarie van Montréal. Hier behaalde hij in 1929 een licentiaat in de theologie. Hij werd op 25 mei 1929 priester gewijd voor het aartsbisdom Montréal.

## Vroegere loopbaan
Na zijn priesterwijding meldde Léger zich aan bij de paters Sulpicianen in Parijs. Aan La Catho behaalde hij in 1931 een doctoraat in het kerkelijk recht. Hij werd vervolgens professor aan het seminarie van de Sulpicianen en assistent-novicenmeester van de abdij in Parijs. Hij keerde in 1933 terug naar Canada vanwaaruit hij vrijwel onmiddellijk werd uitgezonden naar Japan. Hier stichtte hij het seminarie van Fukuoka. Hij leerde binnen zeer korte tijd Japans en kon zodoende werkzaam is in de zielzorg en lesgeven aan het door hemzelf gestichte seminarie. Na het uitbreken van de Tweede Wereldoorlog keerde hij terug naar Canada. Hier werd Léger professor in de sociologie aan het seminarie van Montréal. Van 1941 tot 1947 was hij werkzaam als vicaris-generaal in het bisdom Valleyfield en plebaan alsmede kanunnik van de kathedrale kerk aldaar. Paus Pius XII benoemde hem in 1942 tot pauselijk huisprelaat. In 1947 werd hij rector van het Pauselijk Canadees College te Rome hetgeen hij tot 1950 zou blijven.

## Aartsbisschop en kardinaal
Op 25 maart 1950 werd Léger door paus Pius XII benoemd tot aartsbisschop van Montréal. Hij koos twee wapenspreuken:  Ipsa Duce non fatigaris (Onder de Zoete [H. Maagd Maria] zult ge niet vermoeid raken, een woord van Bernardus van Clairvaux) en Apostulus Jesu Christi (Apostel van Jezus Christus). Hij ontving zijn bisschopswijding in de Romeinse kerk van Santa Maria degli Angeli uit handen van kardinaal Adeodato Giovanni Piazza. Tijdens het consistorie van 15 januari 1953 werd hij kardinaal gecreëerd. De Santa Maria degli Angeli werd zijn titelkerk. Kardinaal Léger zou aan vier conclaven deelnemen: het conclaaf van 1958 dat paus Johannes XXIII koos, het conclaaf van 1963 waarbij paus Paulus VI werd gekozen en de conclaven van 1978 leidend tot de verkiezing van respectievelijk paus Johannes Paulus I en paus Johannes Paulus II. De kardinaal nam deel aan het Tweede Vaticaans Concilie en was een van de vooraanstaande woordvoerders van de progressieve fractie binnen dat concilie.

## Missie in Afrika
Kardinaal Léger legde in 1968 zijn aartsdiocesane taken neer om als missionaris te gaan werken in een ziekenhuis voor lepralijders in Kameroen. Hij zou dit doen tot 1974 toen hij, in verband met gezondheidsreden, moest terugkeren naar Canada. Hier bleef hij actief in de zielzorg en in een door hemzelf gesticht liefdadigheidsfonds dat gelden inzamelde voor de derde wereld. De kardinaal overleed in 1991 in het Hôtel-de-Dieu Ziekenhuis in Montréal. Hij was de langslevende onder de door paus Pius XII gecreëerde kardinalen. Zijn lichaam werd bijgezet in de bisschoppelijke kapel van de kathedraal van Montréal.
- Bibliothèque nationale de France: cb121643506 (data)
- Gemeinsame Normdatei: 119218577
- International Standard Name Identifier: 0000 0001 1051 3668
- Library of Congress Control Number: n82142467
- Nederlandse Thesaurus van Auteursnamen: 107280809
- Réseau des bibliothèques de Suisse occidentale: 02-A012316240
- Système universitaire de documentation: 030172691
- Virtual International Authority File: 32036433
- WorldCat: E39PBJt3VDXxtf3GhJPGMg6Frq